# Cymbopteryx unilinealis
Cymbopteryx unilinealis là một loài bướm đêm trong họ Crambidae.